# Winston-Salem Open 2022 - Qualificazioni singolare
Le qualificazioni del singolare del Winston-Salem Open 2022 sono state un torneo di tennis preliminare per accedere alla fase finale. I vincitori dell'ultimo turno sono entrati di diritto nel tabellone principale. In caso di ritiro di uno o più giocatori aventi diritto a questi sono subentrati gli alternate, coloro che vengono ammessi al tabellone principale a causa dell'assenza di un lucky loser che possa sostituire il giocatore ritirato.

## Teste di serie
1. Tallon Griekspoor (ultimo turno, lucky loser)
2. Márton Fucsovics (ultimo turno, lucky loser)
3. Tarō Daniel (ultimo turno, lucky loser)
4. Marc-Andrea Hüsler (qualificato)

1. Jason Kubler (qualificato)
2. Christopher O'Connell (qualificato)
3. Emilio Nava (qualificato)
4. Shintaro Mochizuki (ultimo turno, lucky loser)

## Qualificati
1. Christopher O'Connell
2. Jason Kubler

1. Emilio Nava
2. Marc-Andrea Hüsler

### Lucky loser
1. Tallon Griekspoor
2. Márton Fucsovics
3. Shintaro Mochizuki

1. Tarō Daniel
2. Michail Pervolarakis

## Tabellone

### Legenda
| - Q = Qualificato - WC = Wild card - LL = Lucky loser | - ALT = Alternate - SE = Special Exempt - PR = Protected Ranking | - w/o = Walkover - r = Ritirato - d = Squalificato |

### Sezione 1
|  | Primo turno | Primo turno           | Primo turno           | Primo turno | Primo turno |  |  | Ultimo turno | Ultimo turno          | Ultimo turno          | Ultimo turno | Ultimo turno |  |
|  |             |                       |                       |             |             |  |  |              |                       |                       |              |              |  |
|  | 1           | Tallon Griekspoor     | 3                     | 6           | 6           |  |  |              |                       |                       |              |              |  |
|  |             | Michail Pervolarakis  | 6                     | 4           | 3           |  |  | 1            | Tallon Griekspoor     | Tallon Griekspoor     | 64           | 64           |  |
|  | WC          | Eduardo Nava          | Eduardo Nava          | 2           | 4           |  |  | 6            | Christopher O'Connell | Christopher O'Connell | 7            | 7            |  |
|  | 6           | Christopher O'Connell | Christopher O'Connell | 6           | 6           |  |  |              |                       |                       |              |              |  |

### Sezione 2
|  | Primo turno | Primo turno              | Primo turno              | Primo turno | Primo turno |  |  | Ultimo turno | Ultimo turno     | Ultimo turno     | Ultimo turno | Ultimo turno |  |
|  |             |                          |                          |             |             |  |  |              |                  |                  |              |              |  |
|  | 2           | Márton Fucsovics         | Márton Fucsovics         | 6           | 6           |  |  |              |                  |                  |              |              |  |
|  |             | Andres Martin            | Andres Martin            | 3           | 3           |  |  | 2            | Márton Fucsovics | Márton Fucsovics | 4            | 0            |  |
|  |             | Iñaki Montes de la Torre | Iñaki Montes de la Torre | 5           | 3           |  |  | 5            | Jason Kubler     | Jason Kubler     | 6            | 6            |  |
|  | 5           | Jason Kubler             | Jason Kubler             | 7           | 6           |  |  |              |                  |                  |              |              |  |

### Sezione 3
|  | Primo turno | Primo turno    | Primo turno    | Primo turno | Primo turno |  |  | Ultimo turno | Ultimo turno | Ultimo turno | Ultimo turno | Ultimo turno |  |
|  |             |                |                |             |             |  |  |              |              |              |              |              |  |
|  | 3           | Tarō Daniel    | Tarō Daniel    | 6           | 6           |  |  |              |              |              |              |              |  |
|  | PR          | Matija Pecotić | Matija Pecotić | 1           | 1           |  |  | 3            | Tarō Daniel  | 4            | 6            | 5            |  |
|  | Alt         | Donald Young   | Donald Young   | 2           | 2           |  |  | 7            | Emilio Nava  | 6            | 3            | 7            |  |
|  | 7           | Emilio Nava    | Emilio Nava    | 6           | 6           |  |  |              |              |              |              |              |  |

### Sezione 4
|  | Primo turno | Primo turno         | Primo turno         | Primo turno | Primo turno |  |  | Ultimo turno | Ultimo turno       | Ultimo turno       | Ultimo turno | Ultimo turno |  |
|  |             |                     |                     |             |             |  |  |              |                    |                    |              |              |  |
|  | 4           | Marc-Andrea Hüsler  | Marc-Andrea Hüsler  | 6           | 6           |  |  |              |                    |                    |              |              |  |
|  | Alt         | Matthew Ebden       | Matthew Ebden       | 4           | 3           |  |  | 4            | Marc-Andrea Hüsler | Marc-Andrea Hüsler | 6            | 6            |  |
|  | WC          | Menelaos Efstathiou | Menelaos Efstathiou | 3           | 4           |  |  | 8            | Shintaro Mochizuki | Shintaro Mochizuki | 2            | 4            |  |
|  | 8           | Shintaro Mochizuki  | Shintaro Mochizuki  | 6           | 6           |  |  |              |                    |                    |              |              |  |